# Lithophane lucida
Lithophane lucida là một loài bướm đêm trong họ Noctuidae.